# وانگتس
وانگتس (به لاتین: Łaniec) یک روستا در لهستان است که در گمینا پولسکا تسرکیو واقع شده‌است. وانگتس ۱۵۰ نفر جمعیت دارد.